# بخارا
بُخارا (به ازبکی: Buxoro) (به تاجیکی: Бухоро) پنجمین شهر بزرگ ازبکستان و مرکز ولایت بخارا است. شهر بخارا در جلگهٔ واقع در مسیر پایینی رود زرافشان و کنار کانال شاهرود (شهر رود) واقع است. جمعیت این شهر براساس برآورد سال ۲۰۱۷ حدود ۲۷۲٬۰۰۰ نفر بوده‌است.
بخارا (همراه با سمرقند) یکی از دو شهر بزرگ تاجیک‎‌نشین و فارسی‌زبان ازبکستان است. مردم بخارا تا امروز نیز به زبان فارسی با گویش ویژهٔ آسیای مرکزی که امروزه به زبان فارسی تاجیکی معروف شده سخن می‌گویند که برخی منابع میزان فارسی‌زبانان این شهر را ۹۰٪ هم یاد کرده‌اند. ازبک‌ها و یهودیان بخارایی هم در بخارا زندگی می‌کنند.
بخارا از کهن‌ترین شهرهای فرارود است که خود شهر بیش از ۲٬۵۰۰ سال پیشینه دارد ولی پیشینهٔ ماندن انسان‌ها در محلی که این شهر بر آن بنا شده به هزارهٔ دوم پیش از میلاد می‌رسد. بخارا در کنار جادهٔ ابریشم جای گرفته و کامل‌ترین نمونهٔ یک شهر در سده‌های میانی در منطقهٔ آسیای مرکزی به‌شمار می‌رود که نمای تاریخی باستانی آن تا اندازهٔ زیادی دست‌نخورده مانده‌است. از مهم‌ترین بناهای تاریخی واقع در آن آرامگاه امیر اسماعیل سامانی که از شاهکارهای معماری مسلمانان در سدهٔ دهم میلادی به‌شمار می‌رود و شمار زیادی مدرسه متعلق به سدهٔ هفدهم میلادی است. هستهٔ تاریخی مرکزی بخارا در فهرست میراث تاریخی جهانی بشر یونسکو به ثبت رسیده‌است.
پنبه و آلو از مهم‌ترین دستاوردهای کشاورزی بخارا به‌شمار می‌آیند، چنان‌که آلوبخارا در ایران به گونهٔ کامل شناخته شده‌است.

## نام‌شناسی
دربارهٔ نام بخارا نظرها متفاوت است. بعضی برآنند که بخارا به معنای پرستشگاه است که در زبان سانسکریت به صورت «ویهارا» آمده‌است. جوینی بخارا را مجمع بزرگان هر دین نامیده و بخارا را مشتق از «بخار» دانسته‌است. در باور وی این واژه به واژهٔ بت‌پرستان اویغور و ختای نزدیک است که معابد ایشان را بخار گویند و در زمان گذشته نام شهر بُمْجِکَث بوده‌است. به گفتهٔ فرای: شهری به نام بُخار در ایالت بیهار هند وجود داشت که ریشهٔ هر دو نام را ویهارا گفته‌اند که بر معابد بودایی گفته می‌شود. احتمال دیگر آن است که نام بخارا برگرفته از بخارک سغدی باشد.
بخارا را نومجکث نیز می‌نامیدند.
چینیان از سدهٔ پنجم آن را «نومی» نوشته‌اند که با نام نومیجکت مشهور در دوره اسلامی همخوانی دارد. بخارا که نام چینی آن را «بوخو» نوشته‌اند نخستین‌بار به احتمال در نوشتهٔ هسیوآن تسانگ جهانگرد بودایی چینی که در ۶۲۹ م از بخارا دیدن کرده، آمده‌است.
مقدسی بنابر گفته‌ای ریشهٔ نام بخارا را «کوه خوران» نوشته که گویا «ه» و «و» را برای تخفیف انداخته‌اند که «کخارا» شد. سپس «ک» را به «ب» بدل کردند تا ریشه‌اش از مردم پنهان ماند.
بر سکه‌های مسین بخارا این نام به گونه «پوخار» آمده‌است. «رویداد نامهٔ مسیحی سغدی» عنوان پارسی «خواتو» را در مورد بخارا به کار برده که به معنای خدا و بزرگ است و حالت جمع آن در متون بودایی به گونه «گودائوته» (= قوقائوته) آمده‌است. عنوان فرمانروایان بخارا، بخار خدات (سغدی: بوکارکودات) بود، که بخار خدات را متأثر از زبان عربی، و اصل آن را بخار خدا دانسته‌است). عنوان سغدی «گَوْ» (= قو) از کهن‌ترین عنوان‌های آسیای مرکزی است که پیش از سدهٔ چهارم بر سکه‌های ساخته شده در بخارا دیده شده‌است. بر سکه‌های مسین بخارا نخست واژهٔ «پوخار» و در سمت چپ آن عنوان «گَو» نوشته شده‌است واژهٔ پوخار را می‌توان برآمده از واژهٔ سغدی «فوخار» به معنای نیکبخت دانست. گرشویچ و هنینگ آن را گونه‌ای از واژهٔ «فرخ» در پارسی میانه دانسته‌اند. در متن‌های سغدی مسیحی «فوخار» به معنای فرخ صورت دیگری از واژهٔ یاد شده در پارسی میانه‌است.
بخارای شریف از لقب‌های بخارا است که به دلیل وجود مراکز فقهی و فرهنگی فراوان و حضور بزرگان دینی بسیار در آن این عنوان بدان گفته می‌شود.
به باشندگان بخارا، بخاری می‌گویند، افراد معروف از شهر بخارا، لقب بخاری داشتند.

## تاریخچه

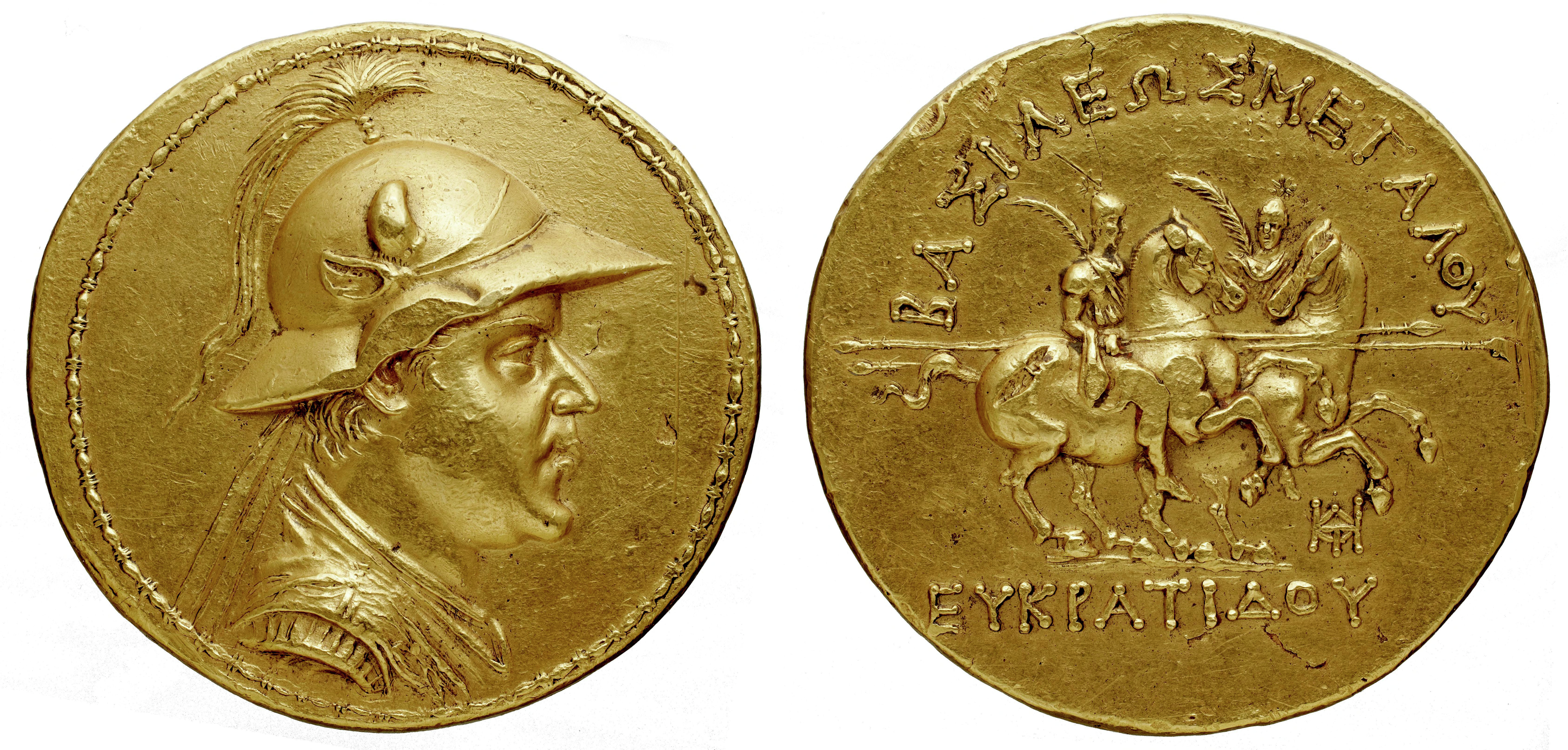
استاتر طلا با تصویر اوکراتید یکم (۱۷۱–۱۴۵ پیش از میلاد) یکی از پادشاهان دولت یونانی بلخ، این سکه با وزن ۱۶۹٫۲ گرم و قطر ۵۸ میلی‌متر، بزرگ‌ترین سکه طلای شناخته شده از دوران باستان است که در بخارا کشف شده‌است.

یافته‌های باستان‌شناسی و وجود اشیایی از دوره مفرغ، نشانه‌ای بر وجود زیستگاه‌هایی در بخارا طی هزارهٔ دوم پیش از میلاد است. در عهد باستان، ایرانیان در اطراف رود زرافشان جایگاه‌ها و شهرهایی داشتند. در واقع بخارا یکی از آبادی‌های بی‌شماری بوده که در دهانه رود زرافشان واقع شده بودند. مدرکی وجود ندارد که در آن دوران رود زرافشان به آمودریا رسیده باشد در نتیجه می‌توان تصور کرد که در هزاره نخست پیش از میلاد با استفاده از تکنیک‌های آبیاری آن زمان جمعیت در حال افزایشی در این منطقه سکونت داشته‌اند که از آب زرافشان برای گسترش زمین‌های قابل کشت این آبادی‌ها استفاده می‌کردند. نام واحهٔ بخارا در کتیبهٔ داریوش در بیستون، «تاریخ» هرودت و نیز در اوستا نیامده‌است. می‌توان چنین تصور کرد که بخارا در در روزگار هخامنشیان جزو ساتراپ‌نشین سغدیانا (سغد) بوده‌است. در سال ۳۳۰ ق.م. در تصرف اسکندر مقدونی درآمد. بعد جزء دولت یونانی باختری گردید. در اواخر سدهٔ ششم م. ترکان بیابانگرد آن را متصرف شدند و در سدهٔ هفتم چینی‌هادر سال ۷۰۵ م. همین‌طور سلسه‌های ساسانیان و اشکانیان نیز در دوره باستان بر بخارا حکومت کردند. اعراب آن را تصرف کردند و تا سدهٔ نهم در تصرف خلفای اموی و عباسی بود.
سکه‌هایی با نوشته‌های به زبان سغدی بخارایی (هم‌ریشه با زبان پارسی) و با الفبایی آرامی (خط عربی و فارسی نیز ریشه‌ای آرامی دارد) متعلق به سدهٔ چهارم و پنجم میلادی به در این منطقه کشف شده‌است.

### دوران خلافت اسلامی
همزمان با ظهور اسلام در فرارود، در بخارا زنی حکومت می‌کرده‌است که نام او در تاریخ‌نامه‌ها نمانده‌است. به نوشته تاریخ بخارا هنگامی که بخارا-خداه (فرمانروای بخارا) که بیدون نام داشت، درگذشت، «از وی پسری شیرخواره ماند نام او طغشاده». به‌همین دلیل، مادر طغشاده که زنی بسیار نیرومند بود، به جانشینی از فرزندش زمام امور بخارا را به دست گرفت.
در سال ۵۳ هـ.ق. عبیدالله بن زیاد از سوی معاویه والی خراسان شد. ملکه بخارا در سال ۵۴ قمری یعنی در آن هنگام که عبیداللّه بن زیاد برای گرفتن شهر بخارا آماده می‌شد از ترکان ساکن در پیرامون قلمرو خویش کمک خواست. وی در حالی‌که در انتظار نیروی کمکی ترکان به سر می‌برد، با شگردی مناسب، حمله عبیداللّه بن زیاد را به مدت دو هفته به درنگ انداخت. خاتون بخارا و حامیان ترک او جنگ‌های بسیاری با مسلمانان به رهبری عبیداللّه بن زیاد داشتند ولی سرانجام کاری از پیش نبردند و ملکه بخارا پس از پراکندگی سپاهیان به ارگ شهر بازگشت. در میان غنایم بسیاری که در این نبرد به دست مسلمانان افتاد جورابی زرین و مرصع به جواهر از آن ملکه بخارا بود که دویست هزار درهم ارزش داشت.
با آن‌که مسلمانان در نبرد با سپاهیان فرمانروای بخارا پیروزی‌های مهمی به دست آوردند، شهر بخارا همچنان در برابر سپاه عبیداللّه بن زیاد ایستادگی می‌کرد. سرانجام، ملکه بخارا با فرستادن نمایندگان خویش به نزد عبیدالله بن زیاد، امان خواست و براساس مفاد پیمان دوستی میان طرفین مقرر گردید که خاتون بخارا سالیانه یک میلیون درهم (به عنوان هزینه آشتی) به عبیداللّه بن زیاد بپردازد.

### از امیران سامانی تا امیران منغیت

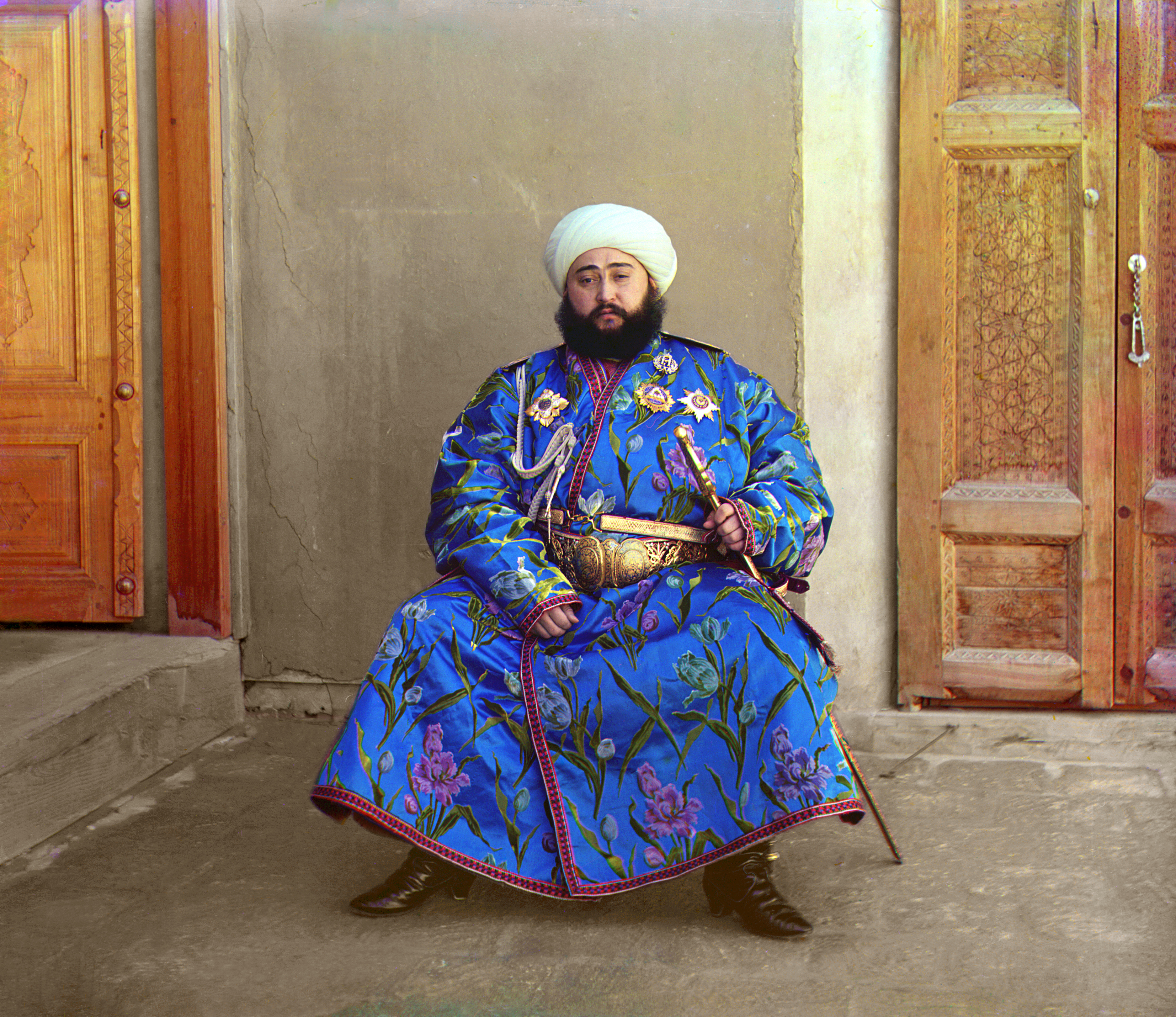
امیر عالم خان آخرین امیر بخارا

بخارا تا اوایل قرون وسطی مقام و منزلت خویش را حفظ نمود ولی فتنه مغول بر سر آن نیز فرود آمد و به باد غارت رفت و با خاک یکسان گردید و مدتی بیش از یک قرن در حال خرابی و نکبت باقی ماند. در اوایل قرن هشتم که ابن بطوطه از آن شهر دیدن کرد در حومه شهر که آن را فتح‌آباد می‌گفتند منزل داشت و در آن زمان قسمت عمده مدارس و مساجد و بازارها بر همان حال خرابی پس از هجوم مغول باقی بود. در پایان قرن هشتم چون امیر تیمور سمرقند را دارالملک خویش ساخت بخارا نیز که هم‌عنان سمرقند بود آبادی و اهمیت گذشته‌اش را به دست آورد.
بخارا از بزرگ‌ترین شهرهای فرارود و یکی از کانون‌های دانش و ادب ایران پس از اسلام است. از ۸۹۲ م. تا ۹۹۹ م. پایتخت سامانیان بود. در ۱۰۲۷ سلجوقیان آن را تصرف نمودند. در ۱۲۱۹ توسط چنگیز فتح و ویران شد و در ۱۳۸۳ در تصرف تیمور لنگ درآمد. بعد در ۱۵۰۵ در تصرف ازبکان که از نوادگان تیمور بودند (شیبانیان) و به عنوان پایتخت خانات بخارا درآمد، نادرشاه افشار در ۱۷۴۰ میلادی این منطقه را به تصرف خود درآورد ولی با مرگ او حکومت دوباره به ازبکان شیبانی رسید و در نیمه‌های سده نوزدهم میلادی  ایرانیان  با غلبه بر خان بخارا آن را پیوست  دولت ایران کردند. پس از آن اگرچه خان بخارا حاکم تشریفاتی این شهر بود ولی در حقیقت تا قبل از امضا عهد نامه آخال جزئی از خاک ایران به‌شمار می‌رفت.
نخستین روزنامهٔ فارسی آسیای میانه با نام بخارای شریف در سال ۱۲۹۰ خورشیدی در بخارا منتشر شد. دیگر روزنامه‌های نخستین بخارا که به فارسی تاجیکی بود، سمرقند، آیینه، صدای فرغانه و صدای ترکستان بودند. همچنین در ابتدای سده بیستم، در قلمرو بخارا به دنبال تلاش‌های معارف پروران، نهضت تجدد گرایان ظهور کرد که با نام‌های بخاراییان جوان و جدیدها مشهور شد.

### حکومت شوروی‌ها

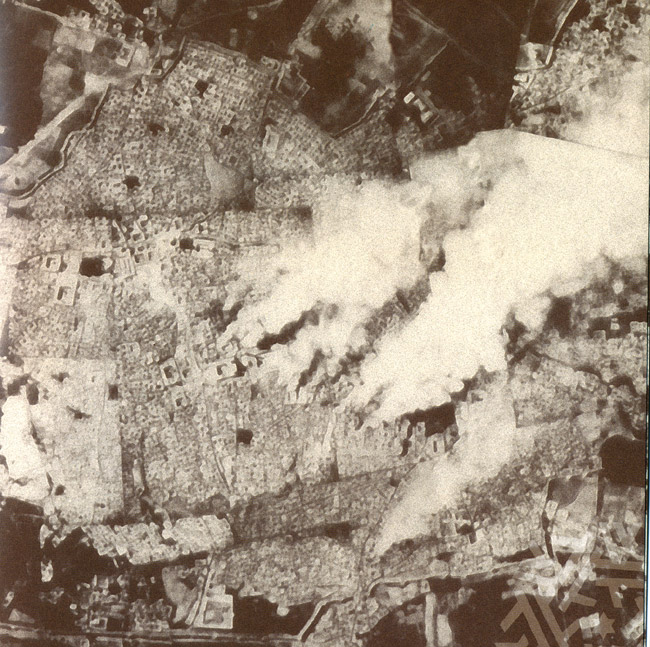
بمباران ارگ بخارا در ۱۹۲۰ توسط ارتش سرخ

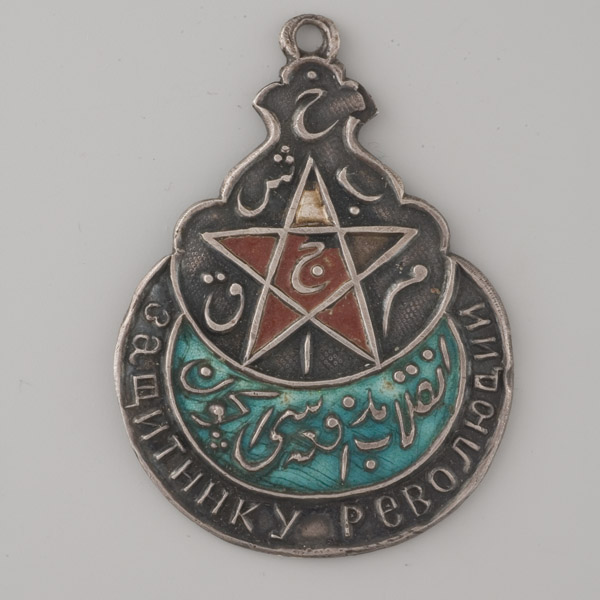
نشان متعلق به جمهوری شوروی خلق بخارا

با انقلاب اکتبر ۱۹۱۷ در روسیه، سوسیالیست‌ها در آسیای میانه به قدرت رسیده و جمهوری شوروی خلق بخارا را تأسیس کردند که بیشتر بخش‌های ازبکستان و تاجیکستان کنونی را در قلمرو خود داشت. آکادمیسین محمد جان شکوری در کتاب فتنهٔ انقلاب در بخارا با استناد به داده‌های تاریخی و دانسته‌های خود می‌گوید که آنچه روز ۲ سپتامبر ۱۹۲۰ در بخارا اتفاق افتاد، انقلاب نبود، بلکه تعرض روسیه همراه با بلوای بلشویکهای پان‌ترکیست بود که کمر فرهنگ ایرانی منطقه را شکست. در سال ۱۹۲۴ میلادی تقسیمات کشوری آسیای میانه تغییر گرد و بخارا جزئی از جمهوری شوروی ازبکستان اعلام شد، هرچند تاجیک‌ها به این تقسیم‌بندی معترض بوده و خواهان پیوستن بخارا و سمرقند به جمهوری تاجیکستان شده بودند.

### پس از شوروی
دولت ازبکستان با سیاست فارسی‌ستیزی خود همچنان محدودیت‌های آموزشی و رسانه‌ای سختی ضد زبان فارسی پیاده کرده‌است.

### مرمت شهر تاریخی بخارا
شهر تاریخی بخارا در ۵۰۰ کیلومتری جنوب غربی تاشکند و ۲۰۰ کیلومتری غرب سمرقند واقع است. این شهر در اواسط هزاره اول قبل میلاد تأسیس شد و در ۷۰۹ میلادی به عنوان مرکز مهم اقتصادی و هنری مورد توجه اعراب قرار گرفت. برنامه مرمت این شهر بر اساس بازسازی شماری از یادمان‌های تاریخی در ۱۹۹۶ و به شیوه ذیل صورت گرفت:
- ایجاد فضای باز در اطراف بناهای تاریخی به منظور خلق بهترین دید و منظر شهری
- حفاظت گسترده از بناهای تاریخی با صیانت از آرایه‌بندی اولیه با استفاده از کاشی‌های لعابی و آجرهای تزئین شده. (بعد از زلزله ۱۹۷۶، استفاده از بتن مسلح، دیوارهای برشی و تیرهای بتنی رواج یافت)
- استفاده از تعامل میان تلاش اجتماعی و تجربیات فنی
- ایجاد غرور شهروندی و هویت فرهنگی
- توجه به حضور میراث فرهنگی به عنوان بخشی از زندگی روزانه مردم (و نه به صورت موزه و مقصد جهانگردان) در جهت تداوم بخشی الگوهای اصیل در معماری و شهرسازی نوین.

## جغرافیا

### اقلیم
بخارا زمستان‌های بسیار سرد و تابستان‌های بسیار گرمی دارد. میانگین بارش سالانه شهر بسیار پایین است. دمای هوا در مرداد ماه به اوج خود (نزدیک ۵۰ درجه سلسیوس) می‌رسد.
| آب و هوای بخارا                    | آب و هوای بخارا | آب و هوای بخارا | آب و هوای بخارا | آب و هوای بخارا | آب و هوای بخارا | آب و هوای بخارا | آب و هوای بخارا | آب و هوای بخارا | آب و هوای بخارا | آب و هوای بخارا | آب و هوای بخارا | آب و هوای بخارا | آب و هوای بخارا |
|                                    | ژانویه          | فوریه           | مارس            | آوریل           | مـــــه         | ژوئـن           | ژوئیـه          | اوت             | سپتامبر         | اکتبـر          | نوامبر          | دسامبر          |                 |
| ---------------------------------- | --------------- | --------------- | --------------- | --------------- | --------------- | --------------- | --------------- | --------------- | --------------- | --------------- | --------------- | --------------- | --------------- |
| گرم‌ترین C°                         | ۵               | ۹               | ۱۵              | ۲۳              | ۳۰              | ۳۴              | ۳۷              | ۳۵              | ۳۰              | ۲۲              | ۱۴              | ۸               |                 |
| سردترین C°                         | -۴              | -۲              | ۳               | ۱۰              | ۱۵              | ۱۹              | ۲۱              | ۱۹              | ۱۳              | ۶               | ۲               | -۱              |                 |
| بارش mm                            | ۲۵              | ۲۰              | ۳۳              | ۲۵              | ۱۲              | ۱               | ۰               | ۰               | ۱               | ۶               | ۱۴              | ۲۰              |                 |
| منبع: سایت وب تو تراول ۴ ژوئن ۲۰۰۹ |                 |                 |                 |                 |                 |                 |                 |                 |                 |                 |                 |                 |                 |

### مردم‌شناسی
ساکنان اصلی بخارا تاجیکان هستند. تا آغاز سده بیستم بخارا محل سکونت یهودیان بخارایی بود که از دوره‌های کهن ساکن این شهر بودند. بیشتر این یهودیان بین سال‌های ۱۹۲۵ تا ۲۰۰۰ میلادی به اسرائیل و ایالات متحده کوچ کردند. پس از کوچ اجباری اهالی مرو به امیرنشین بخارا در ۱۲۰۰ هجری توسط شاه مرادخان حاکم منغیت بخارا به ایشان اجازه ورود به شهر بخارا داده نشد. ایرانیان بیرون از دروازه‌های بخارا سکونت گزیدند و کوچه خاص ایرانی‌ها را بنیاد نهادند. با گذشت سال‌ها همین مردم وارد بخارا شدند. این مردم که در بخارا به ایرانیان مشهورند در عین حفظ ارتباطشان با تاجیکان فرهنگ خود را نیز حفظ کرده‌اند به گونه‌ای که در فیلارمونی بخارا گروه ویژه موسیقی خود (موسیقی مروگی) را دارند.

## بخارا در اساطیر

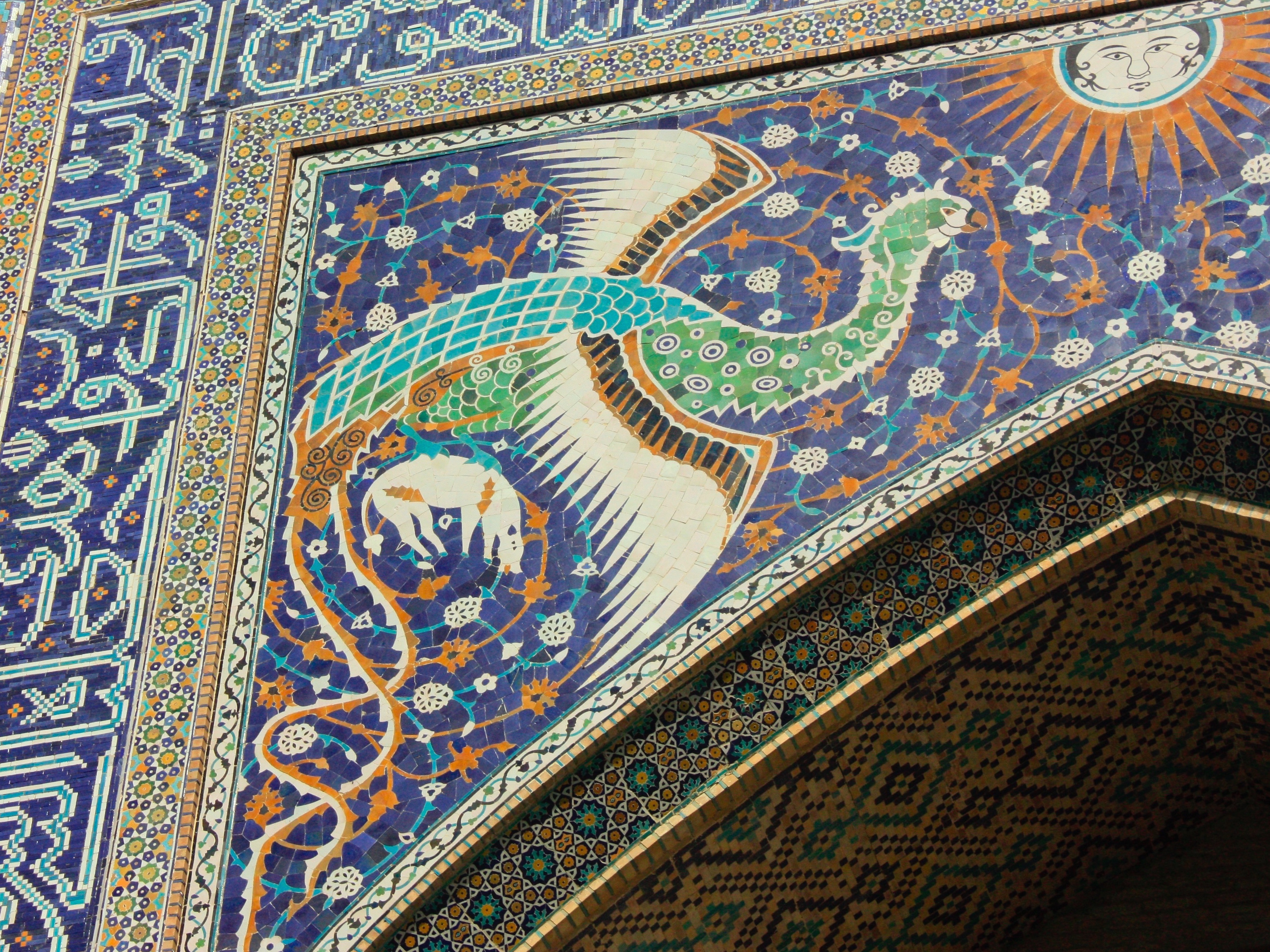
سیمرغی در درگاه مدرسهٔ نادر دیوان‌بیگی (بخشی از مجموعه لب حوض)

در بعضی نوشته‌های اساطیری کهن بخارا دیه و جایگاه پادشاهان بوده که گویا افراسیاب آن را بنا کرده‌است. پس از آن، به صورت شهر درآمد و پادشاهان در فصل زمستان بدین شهر می‌آمدند. مغان گفته‌اند که در بخارا آتشکده‌ای برپا بود و گویا گور افراسیاب به دروازهٔ آتشکده بر در شهر بخارا بوده‌است.

اسطوره پیر شالیار نیز با بخارا پیوند دارد. گفته می‌شود دختر حاکم بخارا که بیمار شده و زبانش بند آمده بود، چون حکایت پیر شالیار را می‌شنود به سوی هورامان می‌رود و در نزدیکی آن جا از کرامات پیر شفا می‌یابد. در واقع مراسم پیر شالیار که امروزه در هورامان برگزار می‌شود سال روز عروسی دختر حاکم بخارا با پیر شالیار است.

## جایگاه بخارا درفرهنگ فارسی‌زبانان
سامانیان که می‌خواستند امپراتوری ساسانی را زنده کنند در اندیشه تبدیل بخارا به تیسفونی دیگر بودند. از این رو بود که به پیشگامی اسماعیل سامانی کوشیدند تا بخارا را پایگاه زبان، هنر، فرهنگ و تمدن ایرانی سازند. بخارای سامانیان رفته رفته در فرهنگ با بغداد به رقابت پرداخت در این باره بیتی منسوب به رودکی است:

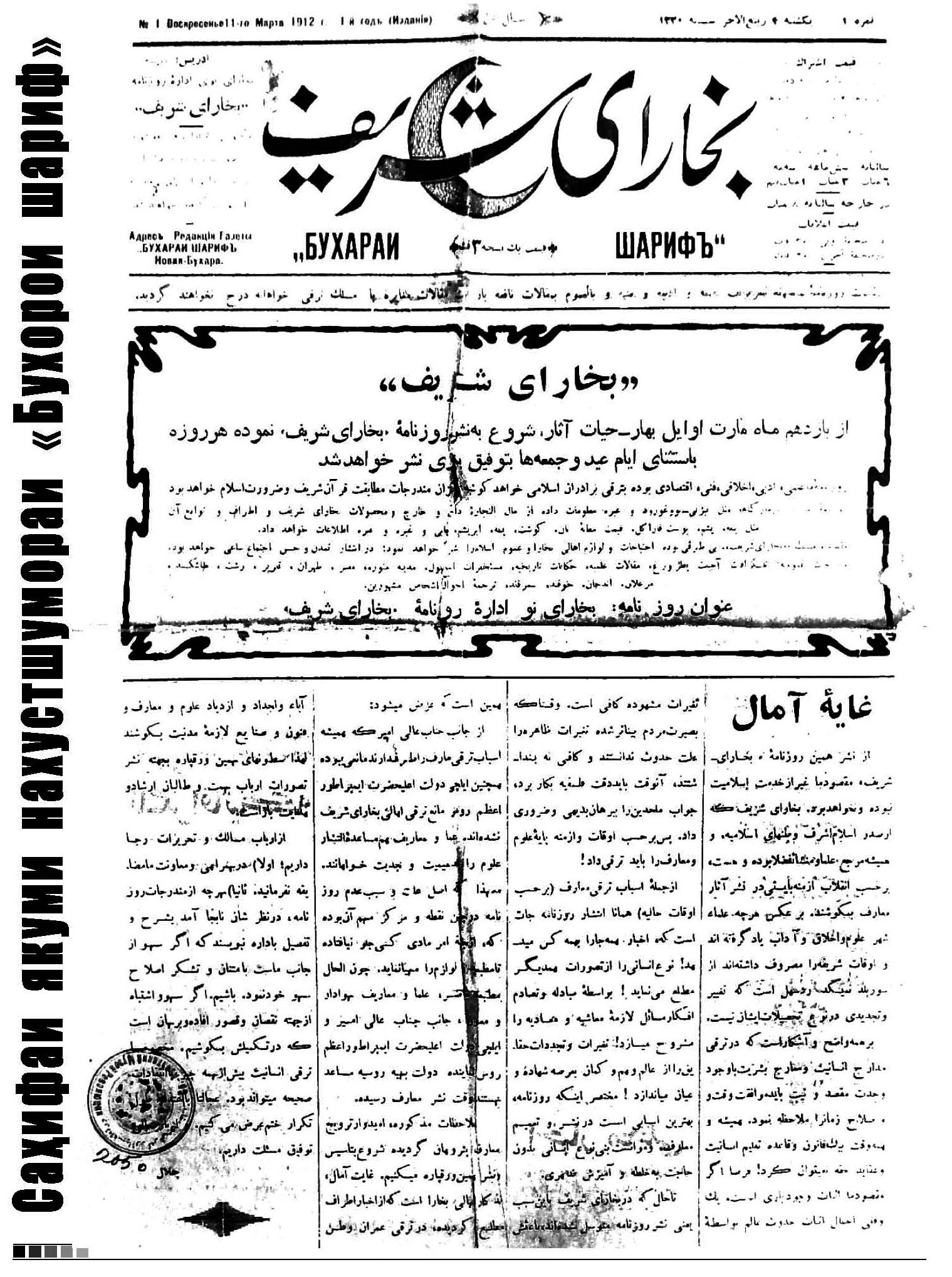
صفحهٔ اول نخستین شمارهٔ بخارای شریف

امروز به هر حالی، بغداد بخاراست / کجا میر خراسان است، پیروزی آنجاست.
مولانا:
ز دی بگذر سبک برپر که نی جان بهاری تو / بخارای جهان جان که معدنگاه علم آن است.
ابوسعید ابوالخیر:
باد که از سوی بخارا به من آید / با بوی گل و مشک و نسیم سمن آید
حافظ:
اگر آن ترک شیرازی به دست آرد دل ما را / به خال هندویش بخشم سمرقند و بخارا را
نقش بخارا در فرهنگ فارسی‌زبانان تنها به دوران کهن محدود نمی‌شود، در دوران معاصر نیز می‌توان این نقش پررنگ را مشاهده کرد. بخارا محل انتشار یکی از نخستین روزنامه‌های فارسی‌زبان با نام بخارای شریف است. اهمیت این روزنامه به اندازه‌ای است که صدرالدین عینی پس از بنیادگذاریش نوشته بود که تاجیکان در روز ۱۱ مارس صاحب زبان خود شده‌اند. صدرالدین عینی شاعر نوگرای اهل بخارا یکی از نخستین سرایندگان شعر نو فارسی است پنج سال پیش از آنکه نیما افسانه (که مبدأ شعر نو فارسی شناخته می‌شود) را بسراید عینی در همان وزن شعری سروده به نام مارش حریت.
هم چنین از سال ۱۳۷۷ دو ماهنامه‌ای به نام بخارا به سرپرستی علی دهباشی در تهران منتشر می‌شود که به ادبیات و هنر ایران و جهان می‌پردازد.

## آموزشگاه نگارگری بخارا
با فروپاشی مکتب نگارگری هرات در بخارا شیبانیان روی کار آمدند. اینان با الگوبرداری از تیموریان به تشویق هنرمندان پرداختند و شماری از هنرمندان آموزشگاه هرات را به کار گرفتند، این هنرمندان به تصویرپردازی و نویسندگی کتاب‌های گوناگون پرداختند و کم‌کم آموزشگاه بخارا را بنیان گذاشتند.

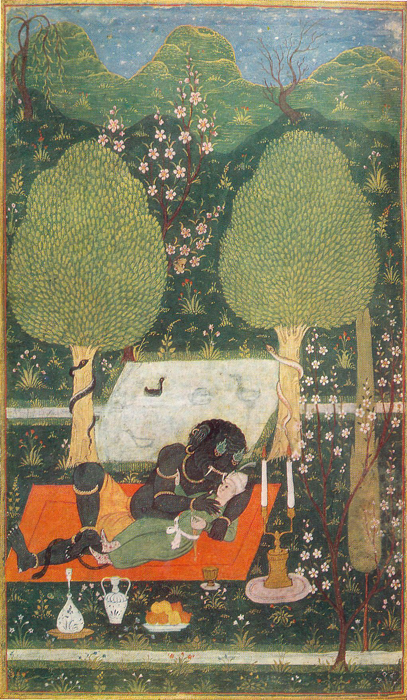
خمسه نظامی مکتب بخارا
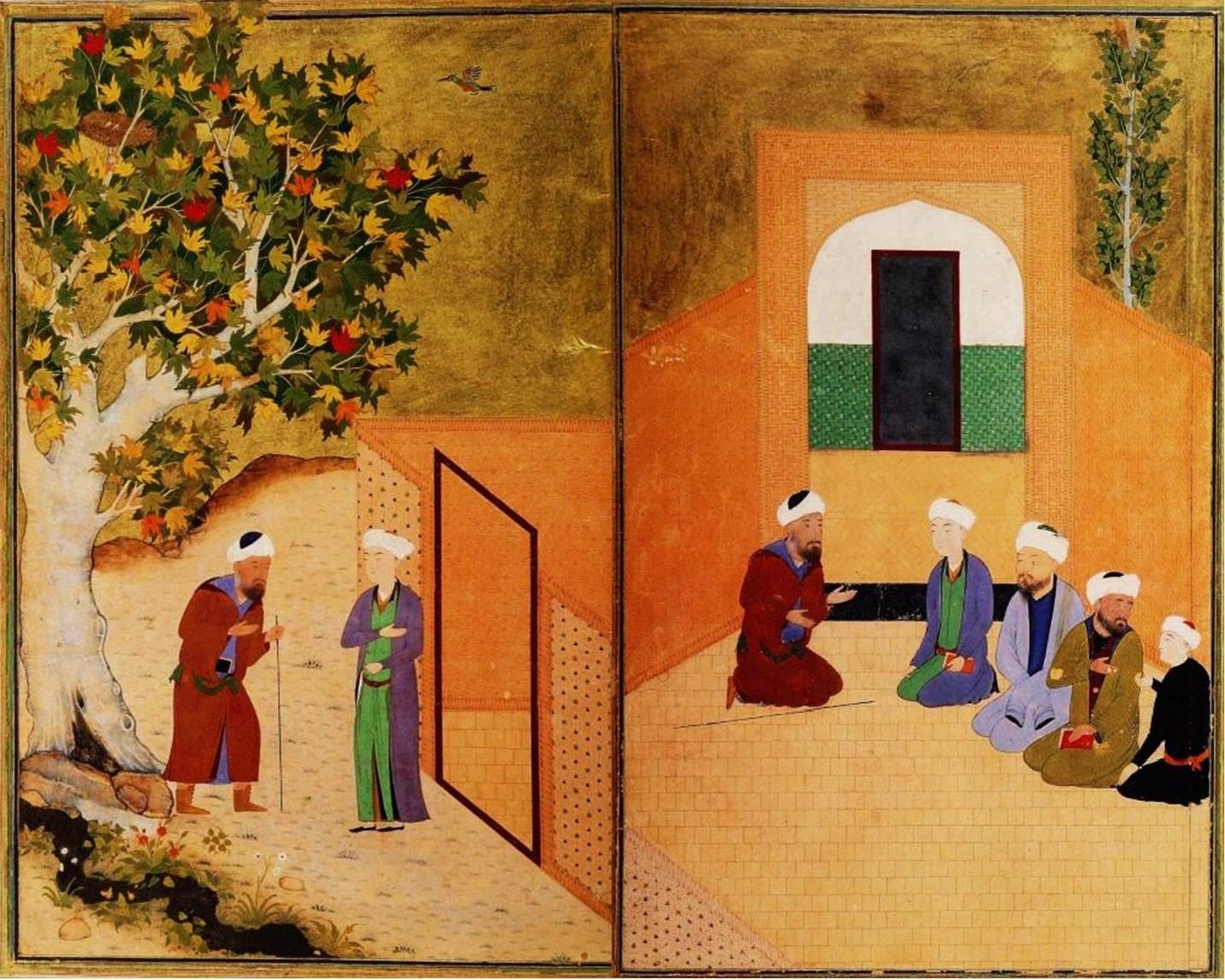
گلستان سعدی مکتب بخارا
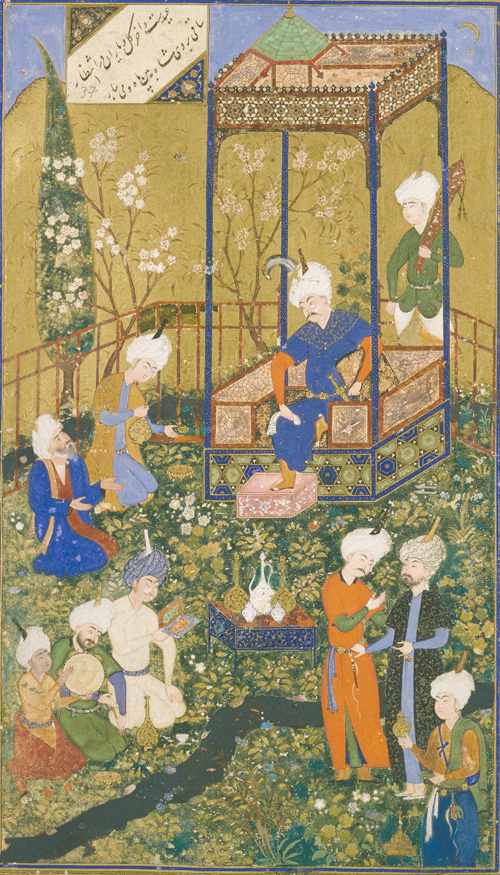
دیوان حافظ مکتب بخارا

## بزرگان و مشاهیر بخارا
در سده‌های دوم و سوم هجری (۸ و ۹ میلادی) بغداد بزرگ‌ترین حوزهٔ علمی مسلمانان و تنها مرکز علوم عقلی در محدودهٔ ممالک اسلامی به‌شمار می‌رفت. پس از بغداد حوزه‌های دیگری در جهان اسلام پدید آمدند که ماوراءالنهر یکی از آن‌ها بود و بخارا به گونه‌ای یکی از مراکز علمی ماوراءالنهر درآمد. در فهرست زیر، نام برخی از بزرگان و مشاهیر اسلامی که در بخارا زاده شده یا زیسته‌اند آمده‌است:
- محمدجان شکوری بخارایی
- ابوعبدالله ابن ابی‌حفص، فقیه بزرگ بخارا
- ابن سینا
- ابوعبدالله احمد بن محمد جیهانی مؤلف کتاب‌های آیین، المسالک و الممالک و بسیاری کتب دیگر وزیر سامانیان در بخارا بود که ابن فضلان او را شیخ‌العمید نامیده، و در بخارا با او دیدار داشته‌است.
- بلعمی مترجم تاریخ طبری از وزیران دولت سامانی
- رودکی از بزرگان پیشگام فرهنگ و ادب فارسی
- ابوشکور بلخی از بزرگان پیشگام ادب فارسی
- ابوالفتح بستی
- ابوبکر بن احمد بن حامد فقیه
- عبدالعزیز بن احمد بن صالح حلوانی امام حنفیهٔ بخارا
- قاضی عبدالرزاق ترکی
- جوهری زرگر
- عمعق بخارایی
- سوزنی سمرقندی
- حسن بن علی قطان مروزی
- محمد بن جعفر نرشخی
- ابونصر احمد بن محمد نصر قباوی
- محمد بن محمد عوفی
- محمد بن احمد حسینی مورخ اخباری و از اکابر علم حدیث که کتاب القول الجلی فی ترجمهٔ ابن تیمیه
- محمد بخاری از محدثان مشهور
- ابوالطیب محمد بن علی بخاری
- عبدالله بن محمد مُسندی جُعفی
- ابوزکریا عبدالرحیم ابن احمد تمیمی بخاری
- محمد بن احمد بن سلیمان الغنجار بخاری
- احمد بن علی بن عمرو سلیمانی بیکندی
- عبدالرحمان بن محمد بن حمدون
- عزیزالدین نسفی
- سیف‌الدین باخرزی و نواده‌اش ابوالمفاخر باخرزی که در بخارا مدفونند.
- بهاءالدین محمد نقشبندی
- علاء منجم بخاری
- عبدالرحمان مشفقی ملک الشعرا
- محمدبن اسماعیل حافظ بخاری
- حمویه صاحب طواویس
- سیفی بخاری

## اماکن و ابنیه تاریخی

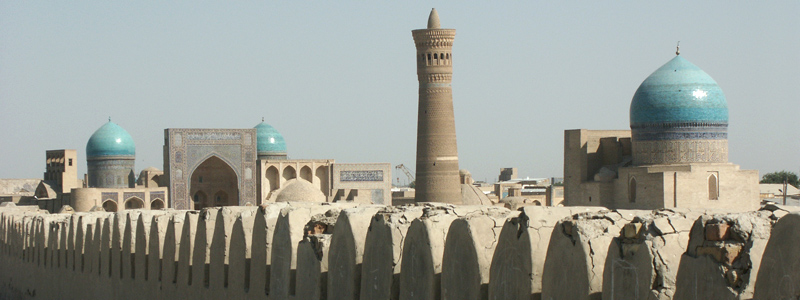
از چپ به راست: مدرسه میر عرب، مناره کلان و مدرسه خان

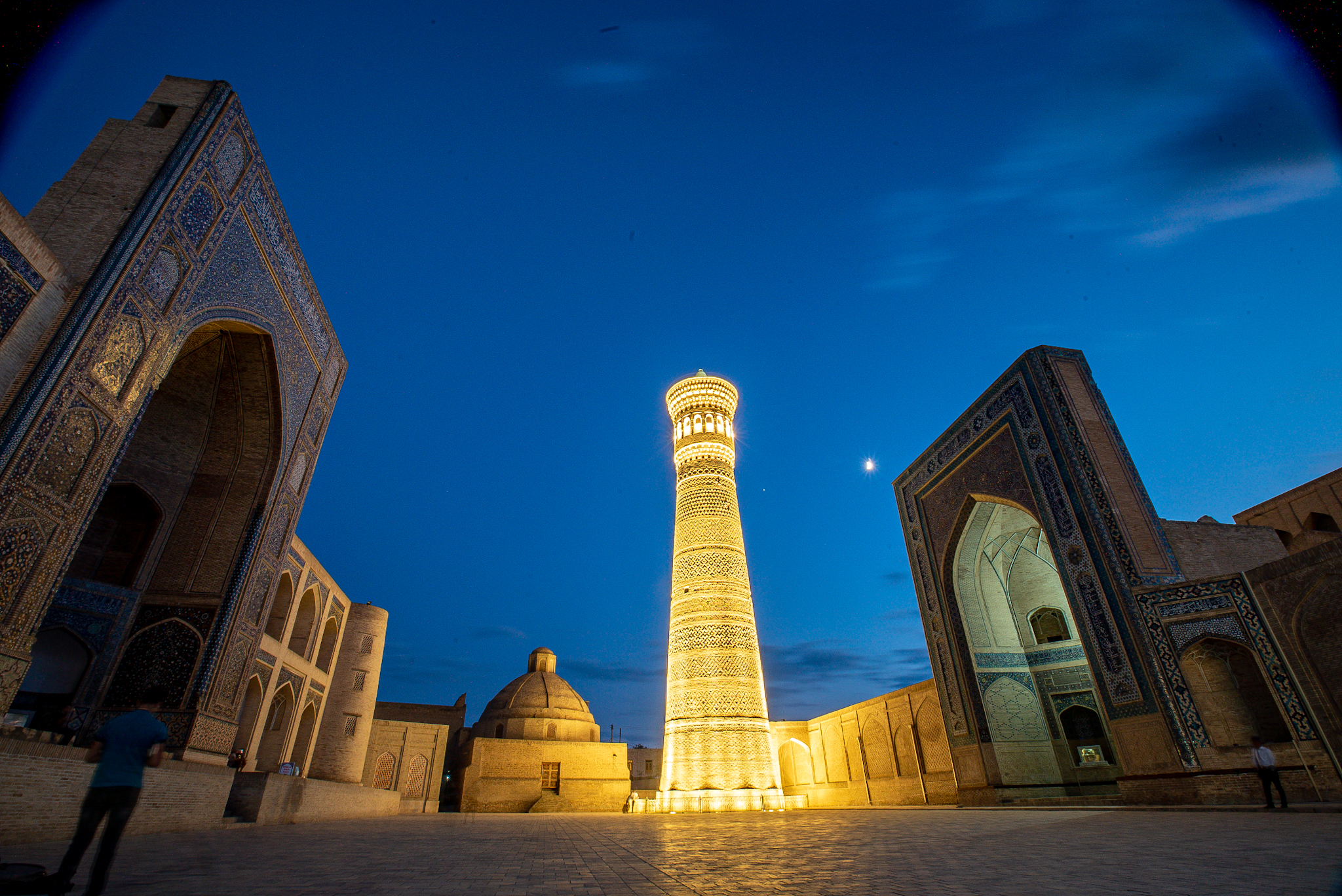
مدرسه میر عرب، مناره کلان و مدرسه خان در شهر بخارا
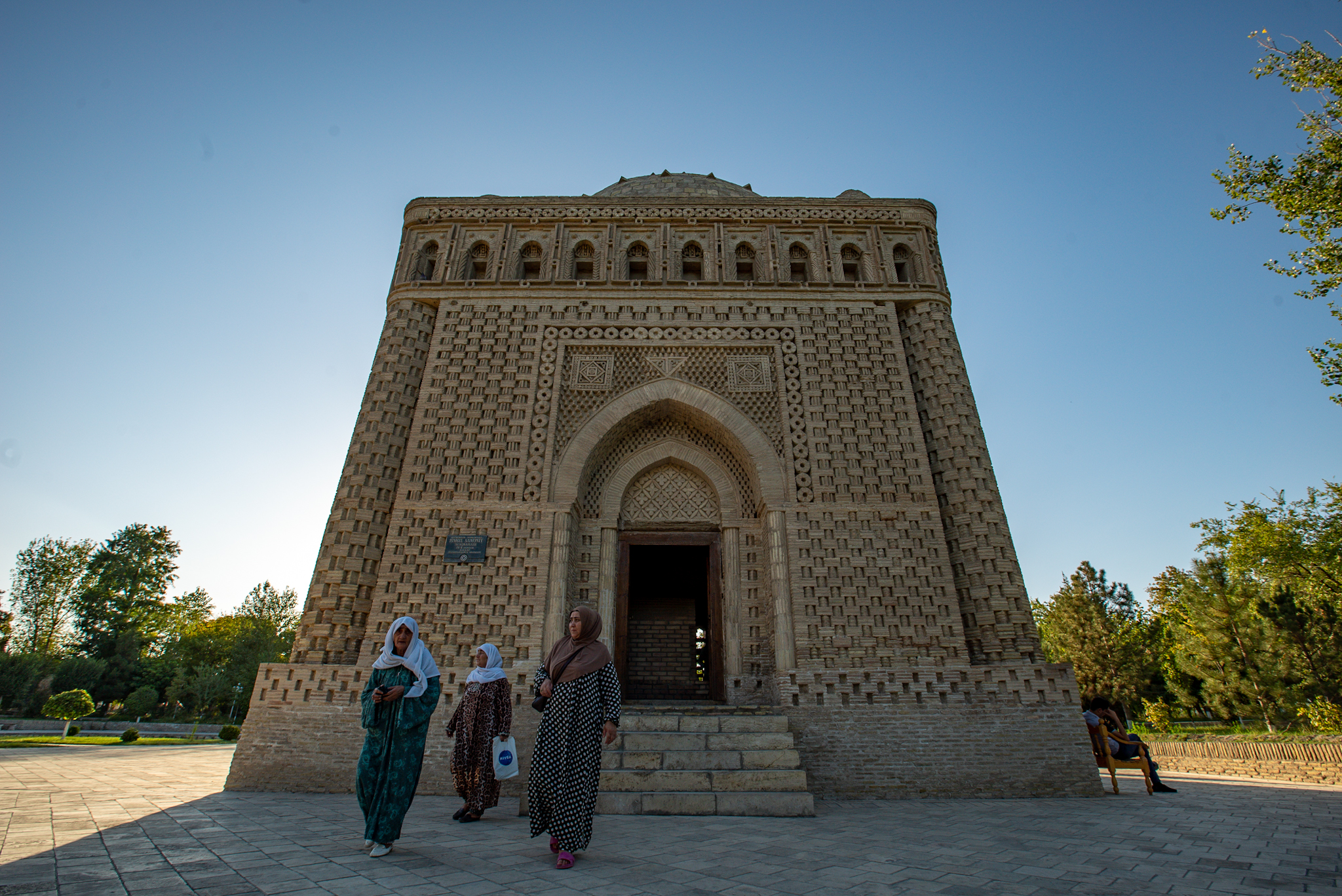
آرامگاه شاه اسماعیل سامانی
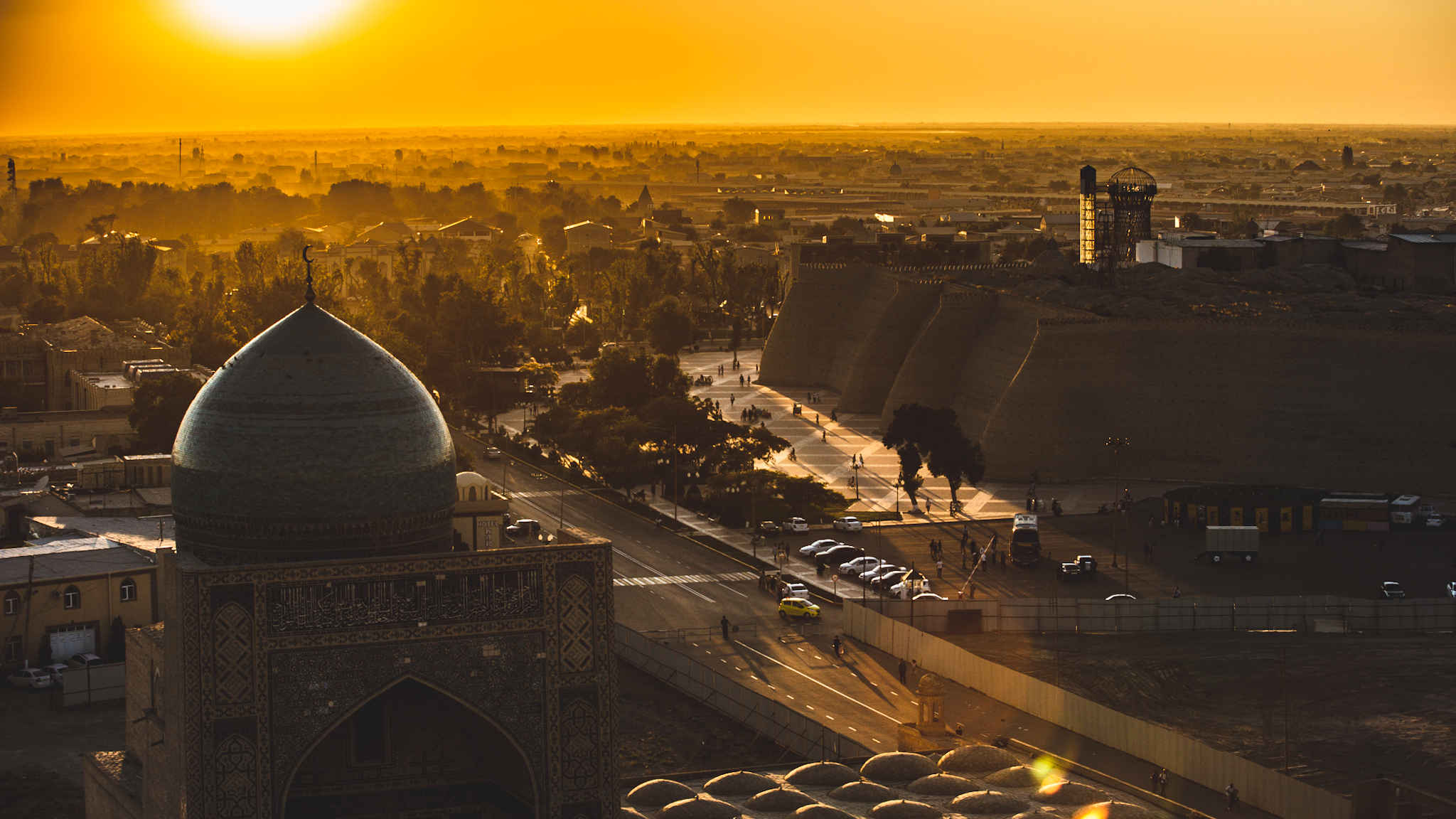
شهر بخارا از نمای مناره کلان
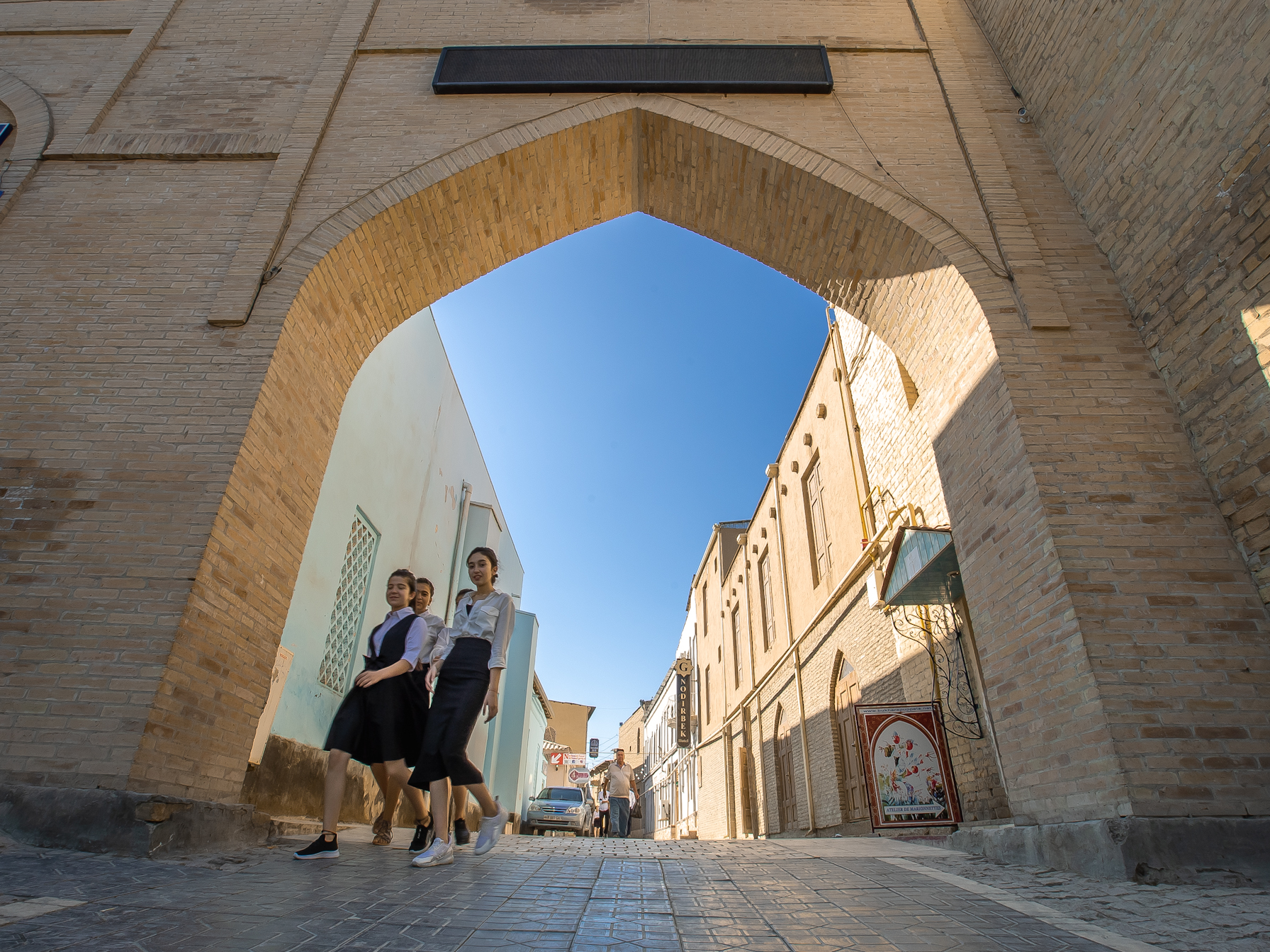
نمایی از کوچه‌های شهر تاریخی بخارا

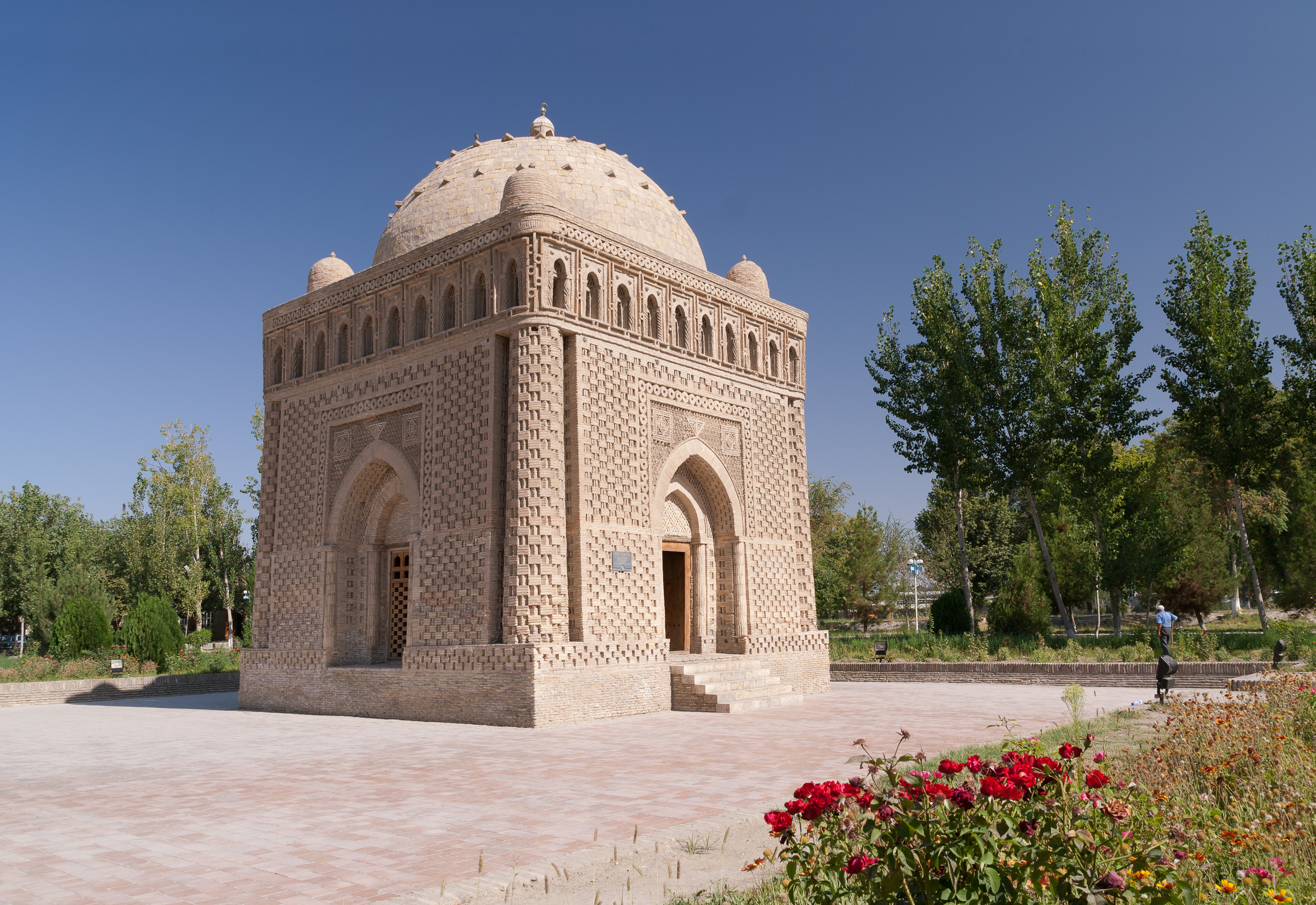
آرامگاه اسماعیل سامانی

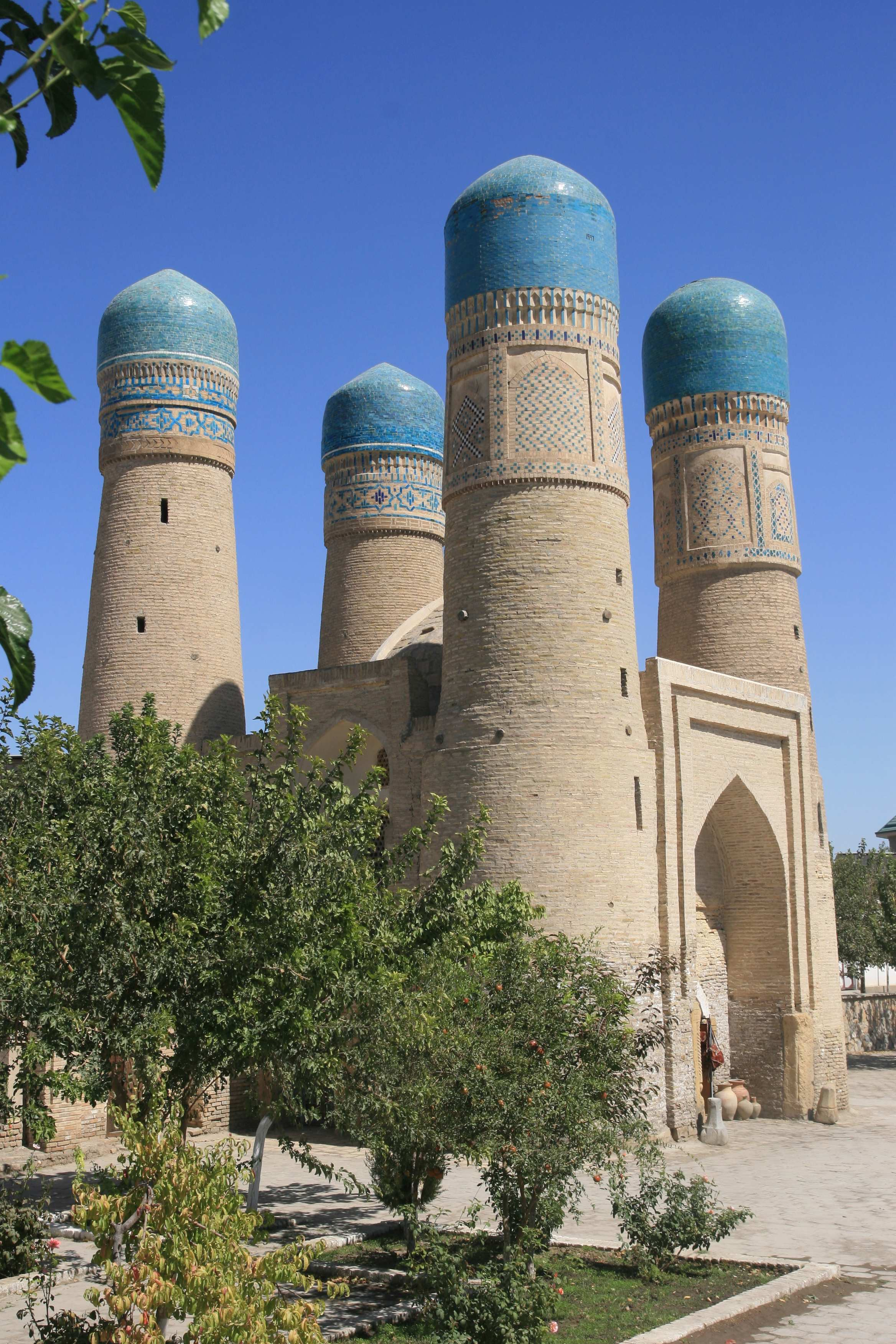
مدرسه چهارمنار

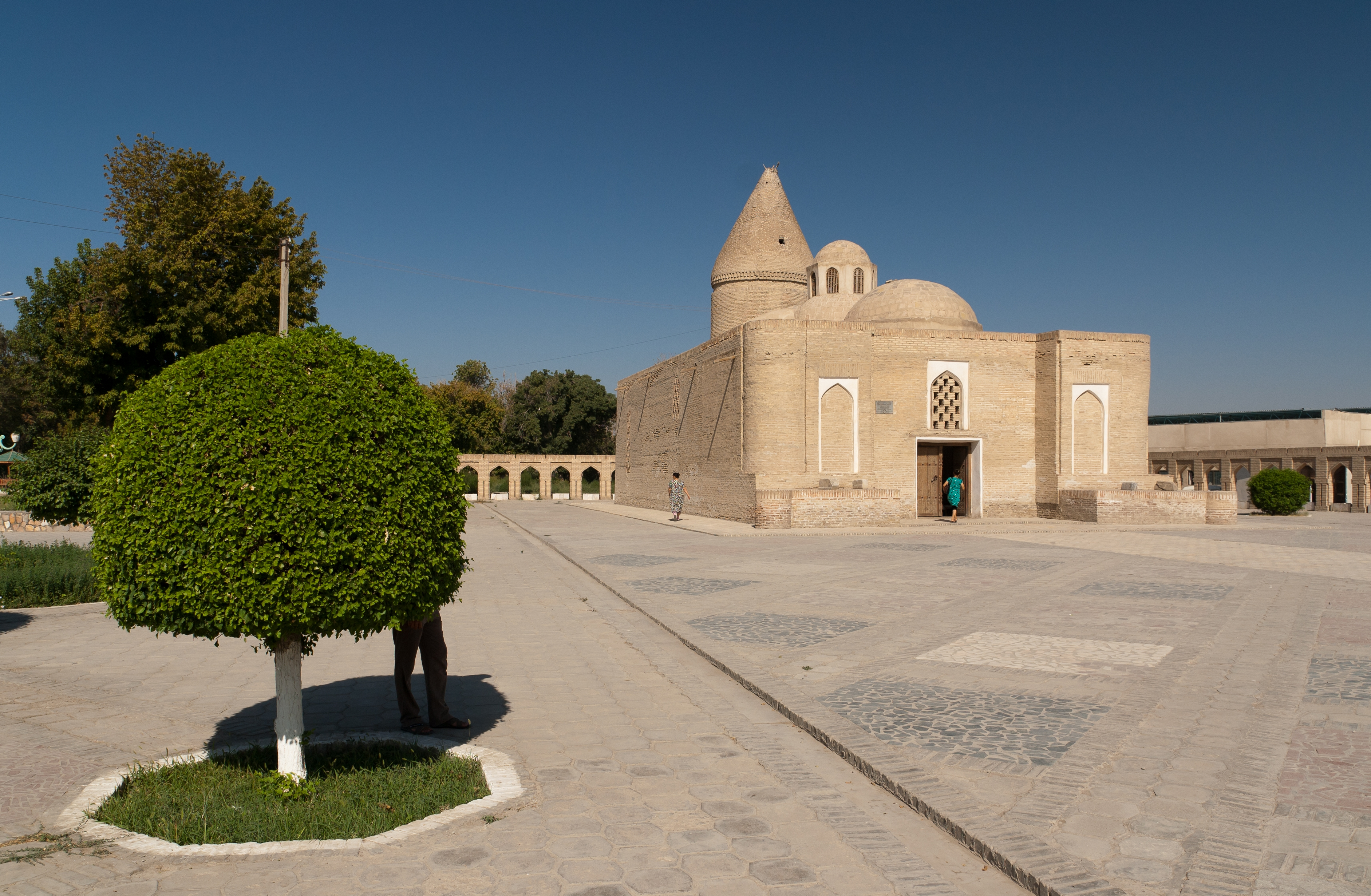
گورستان چشمه ایوب

بخارا شهر و سرزمین موزه‌ها و در واقع موزه‌ای است در فضای باز که آن را مرواریدی بر تارک آسیای مرکزی نامیده‌اند. در فهرست زیر، نام برخی از اماکن و ابنیه تاریخی بخارا آمده‌است:
- ارگ بخارا
- بالاحوض (سده ۱۸ تا ۲۰)
- آرامگاه سامانی (سده‌های ۹ تا ۱۰)
- قبرستان چشمه ایوب (۱۳۸۰ یا ۱۳۸۴–۱۳۸۵)
- مدرسه عبدالله‌خان (۱۵۹۶/۹۸)
- مدرسه مادر خان (۱۵۵۶/۵۷)
- مسجد بلند (سده ۱۶)
- مجموعه گاوکشان (مسجد، مناره، مدرسه) (سده ۱۶)
- خانقاه زین‌الدین‌خواجه (۱۵۵۵)
- مجموعه پای‌کلان (سده‌های ۱۲ تا ۱۴)
- مجموعه لب حوض (سده‌های ۱۶ تا ۱۷)
- مدرسه کاکل‌داش (۱۵۶۸/۶۹)
- خانقاه نادر دیوانبیگی (۱۶۲۰)
- مدرسه الغ‌بیگ (۱۴۱۷)
- مدرسه عبدالعزیزخان (۱۶۵۲)
- مسجد بالاحوض (۱۷۱۲)
- آرامگاه سیف‌الدین باخرزی (نیمه دوم سده ۱۳ - سده ۱۴)
- آرامگاه بیانقلی‌خان (نیمه دوم سده ۱۴–۱۵ یا ۱۶)
- مسجد نمازگاه (سده ۱۲ تا ۱۶)
- خانقاه فیض‌آباد (۱۵۹۸/۹۹)
- مدرسه چهارمنار (۱۸۰۷)
- ستارهٔ ماه‌خاصه، سرای امیر بخارا (پایان سده ۱۹، آغاز سده ۲۰)
- چهاربکر (محل خاکسپاری خاندان شیخ جُبیره) (۱۵۶۰/۶۳)

## شهرهای خواهرخوانده
| زمان | کشور    | شهر خواهرخوانده    |
| ---- | ------- | ------------------ |
| ۱۳۹۳ | ایران   | همدان              |
|      | پاکستان | لاهور              |
|      | آمریکا  | سنتا فه، نیومکزیکو |
|      | فرانسه  | روی ملمزون         |
|      | اسپانیا | کوردوبا            |
|      | ترکیه   | ملطیه              |
|      | هند     | کانپور غربی        |